# 帕爾季贊西克 (杜布羅維察區)
51°40′33″N 26°31′58″E / 51.67583°N 26.53278°E
帕爾季贊西克（烏克蘭語：Партизанське），是烏克蘭西北部的村莊，隸屬里夫內州的薩爾內區。該村始建於1965年，面積0.34平方公里，海拔高度140米，2001年人口206。